# Brazylia na Letnich Igrzyskach Olimpijskich 2020
Brazylię na Letnich Igrzyskach Olimpijskich 2020 reprezentowało 310 zawodników: 164 mężczyzn i 146 kobiet. Był to 23 start reprezentacji Brazylii na letnich igrzyskach olimpijskich.

## Zdobyte medale[3]
| Medal  | Zawodnik | Dyscyplina          | Konkurencja                       | Rezultat                                                                           | Data       |
| ------ | --- | ------------------- | --------------------------------- | ---------------------------------------------------------------------------------- | ---------- |
| Złoto  | Ítalo Ferreira | Surfing             | mężczyźni                         | W finale pokonał reprezentanta Japonii Kanoa Igarashi                              | 27 lipca   |
| Złoto  | Rebeca Andrade | Gimnastyka sportowa | skok kobiet                       | 15,083 pkt                                                                         | 1 sierpnia |
| Złoto  | Martine Grael, Kahena Kunze | Żeglarstwo          | klasa 49erFX                      | 76 pkt                                                                             | 3 sierpnia |
| Złoto  | Ana Marcela Cunha | Pływanie            | 10 km na otwartym akwenie kobiety | 1:59:30,8                                                                          | 4 sierpnia |
| Złoto  | Isaquias Queiroz | Kajakarstwo         | C-1 1000 m mężczyzn               | 4:04,408                                                                           | 7 sierpnia |
| Złoto  | Hebert Conceição | Boks                | waga średnia mężczyzn             | W finale pokonał reprezentanta Ukrainy Ołeksandra Chyžniaka                        | 7 sierpnia |
| Złoto  | Santos, Gabriel Menino, Diego Carlos, Ricardo Graça, Douglas Luiz, Guilherme Arana, Paulinho, Bruno Guimarães, Matheus Cunha, Richarlison, Antony, Brenno, Dani Alves, Bruno Fuchs, Nino, Abner, Malcom, Matheus Henrique, Reinier, Claudinho, Gabriel Martinelli, Lucão | Piłka nożna         | turniej mężczyzn                  | W finale pokonali reprezentację Hiszpanii                                          | 7 sierpnia |
| Srebro | Kelvin Hoefler | Skateboarding       | street mężczyzn                   | 36,15 pkt                                                                          | 25 lipca   |
| Srebro | Rayssa Leal | Skateboarding       | street kobiet                     | 14,64 pkt                                                                          | 26 lipca   |
| Srebro | Rebeca Andrade | Gimnastyka sportowa | wielobój indywidualnie kobiet     | 57,298 pkt                                                                         | 29 lipca   |
| Srebro | Pedro Barros | Skateboarding       | park mężczyzn                     | 86,14 pkt                                                                          | 5 sierpnia |
| Srebro | Beatriz Ferreira | Boks                | waga lekka kobiet                 | W finale uległa reprezentantce Irlandii                                            | 8 sierpnia |
| Srebro | Carol Gattaz, Rosamaria Montibeller, Macris Carneiro, Roberta Ratzke, Gabriela Braga Guimarães, Tandara Caixeta, Natália Pereira, Ana Carolina da Silva, Fernanda Garay Rodrigues, Ana Cristina de Souza, Camila de Paula Brait, Ana Beatriz Correa                      | Piłka siatkowa      | turniej halowy kobiet             | W finale uległy reprezentacji Stanów Zjednoczonych 0:3                             | 8 sierpnia |
| Brąz   | Daniel Cargnin | Judo                | kategoria do 66 kg mężczyzn       | W pojedynku o brązowy medal pokonał reprezentanta Izraela Baruch Shmailov          | 25 lipca   |
| Brąz   | Fernando Scheffer | Pływanie            | 200 m stylem dowolnym mężczyzn    | 1:44,66                                                                            | 27 lipca   |
| Brąz   | Mayra Aguiar | Judo                | kategoria do 78 kg kobiet         | W pojedynku o brązowy medal pokonała reprezentantkę Korei Południowej Yoon Hyun-ji | 29 lipca   |
| Brąz   | Laura Pigossi, Luisa Stefani | Tenis ziemny        | debel kobiet                      | W pojedynku o brązowy medal pokonały ROC parę Kudiermietowa / Wiesnina             | 31 lipca   |
| Brąz   | Bruno Fratus | Pływanie            | 50 m stylem dowolnym mężczyzn     | 21,57 s                                                                            | 1 sierpnia |
| Brąz   | Alison dos Santos | Lekkoatletyka       | 400 m rzez płotki mężczyzn        | 46,72 s                                                                            | 3 sierpnia |
| Brąz   | Abner Teixeira | Boks                | waga ciężka mężczyzn              | W półfinale uległ reprezentantowi Kuby Julio César La Cruz                         | 3 sierpnia |
| Brąz   | Thiago Braz | Lekkoatletyka       | skok o tyczce mężczyzn            | 5,87 m                                                                             | 3 sierpnia |

## Skład kadry

### Badminton
| Zawodnik      | Konkurencja        | Faza grupowa               | Faza grupowa                | Faza grupowa     | Pozycja | 1/8              | Ćwierćfinały     | Półfinały        | Finał            | Finał   | Źródło            |
| Zawodnik      | Konkurencja        | Przeciwnik Wynik           | Przeciwnik Wynik            | Przeciwnik Wynik | Pozycja | Przeciwnik Wynik | Przeciwnik Wynik | Przeciwnik Wynik | Przeciwnik Wynik | Pozycja | Źródło            |
| ------------- | ------------------ | -------------------------- | --------------------------- | ---------------- | ------- | ---------------- | ---------------- | ---------------- | ---------------- | ------- | ----------------- |
| Ygor Coelho   | gra pojedyncza (m) | Paul 2:0 (21:5, 21:16)     | Tsuneyama 0:2 (14:21, 8:21) | N\A              | 2.      | NQ               | NQ               | NQ               | NQ               | 15.     | [ 4 ] [ 5 ] [ 6 ] |
| Fabiana Silva | gra pojedyncza (k) | Ulitina 0:2 (14:21, 20:22) | Zhang 0:2 (9:21, 10:21)     | N\A              | 3.      | NQ               | NQ               | NQ               | NQ               | 15.     | [ 4 ] [ 5 ] [ 7 ] |

### Boks
| Zawodnik              | Konkurencja             | 1/16             | 1/8                | Ćwierćfinał      | Półfinał         | Finał            | Finał   | Źródło |
| Zawodnik              | Konkurencja             | Przeciwnik Wynik | Przeciwnik Wynik   | Przeciwnik Wynik | Przeciwnik Wynik | Przeciwnik Wynik | Miejsce | Źródło |
| --------------------- | ----------------------- | ---------------- | ------------------ | ---------------- | ---------------- | ---------------- | ------- | ------ |
| Wanderson de Oliveira | waga lekka mężczyzn     | Salamana W 5-0   | Asanau W 3-2       | Cruz P 1-4       | NQ               | NQ               | 5.      | [ 8 ]  |
| Hebert Conceição      | waga średnia mężczyzn   | Bye              | Tanglatihan W 3-2  | Amankuł W 3-2    | Bakši W 4-1      | Chyžniak W KO    | złoto   | [ 9 ]  |
| Keno Machado          | waga półciężka mężczyzn | Bye              | Chen Daxiang W 5-0 | Whittaker P 2-3  | NQ               | NQ               | 5.      | [ 10 ] |
| Abner Teixeira        | waga ciężka mężczyzn    | Bye              | Clarke W 4-1       | Ishaish W 4-1    | La Cruz P 1-4    | NQ               | brąz    | [ 11 ] |
| Graziele Sousa        | waga musza kobiet       | Bye              | Namiki P 0-5       | NQ               | NQ               | NQ               | 9.      | [ 12 ] |
| Jucielen Romeu        | waga piórkowa kobiet    | Bye              | Artingstall P 0-5  | NQ               | NQ               | NQ               | 9.      | [ 13 ] |
| Beatriz Ferreira      | waga lekka kobiet       | Bye              | Wu Shih-yi W 5-0   | Kodirova W 5-0   | Potkonen W 5-0   | Harrington P 1-4 | srebro  | [ 14 ] |

### Gimnastyka
Mężczyźni
| Zawodnik                  | Konkurencja        | Kwalifikacje | Kwalifikacje | Kwalifikacje | Kwalifikacje | Kwalifikacje | Kwalifikacje | Kwalifikacje | Finał    | Finał    | Finał    | Finał    | Finał    | Finał    | Finał | Pozycja | Źródło |
| Zawodnik                  | Konkurencja        | Przyrząd     | Przyrząd     | Przyrząd     | Przyrząd     | Przyrząd     | Przyrząd     | Razem        | Przyrząd | Przyrząd | Przyrząd | Przyrząd | Przyrząd | Przyrząd | Razem | Pozycja | Źródło |
| Zawodnik                  | Konkurencja        | F            | PH           | R            | V            | PB           | HB           | Razem        | F        | PH       | R        | V        | PB       | HB       | Razem | Pozycja | Źródło |
| ------------------------- | ------------------ | ------------ | ------------ | ------------ | ------------ | ------------ | ------------ | ------------ | -------- | -------- | -------- | -------- | -------- | -------- | ----- | ------- | ------ |
| Francisco Barretto Júnior | wielobój drużynowy | 13,000       | 13,200       | 13,200       | 13,466       | 14,000       | 13,833       | 80,699       | NQ       | NQ       | NQ       | NQ       | NQ       | NQ       | NQ    | 9.      | [ 15 ] |
| Arthur Mariano            | wielobój drużynowy | 12,800       | DNS          | DNS          | 13,500       | DNS          | 14,133       | 40,433       | NQ       | NQ       | NQ       | NQ       | NQ       | NQ       | NQ    | 9.      | [ 16 ] |
| Diogo Soares              | wielobój drużynowy | 14,200       | 12,800       | 13,133       | 14,066       | 13,900       | 13,233       | 81,332       | NQ       | NQ       | NQ       | NQ       | NQ       | NQ       | NQ    | 9.      | [ 17 ] |
| Caio Souza                | wielobój drużynowy | 13,966       | 13,400       | 14,333       | 14,600       | 14,533       | 13,466       | 84,298       | NQ       | NQ       | NQ       | NQ       | NQ       | NQ       | NQ    | 9.      | [ 18 ] |
| Razem                     | wielobój drużynowy | 41,166       | 39,400       | 40,666       | 42,166       | 42,433       | 41,432       | 247,263      | NQ       | NQ       | NQ       | NQ       | NQ       | NQ       | NQ    | 9.      | [ 19 ] |

| Zawodnik                  | Konkurencja                 | Kwalifikacje | Kwalifikacje | Kwalifikacje | Kwalifikacje | Kwalifikacje | Kwalifikacje | Kwalifikacje | Kwalifikacje | Finał    | Finał    | Finał    | Finał    | Finał    | Finał    | Finał  | Finał   | Źródło |
| Zawodnik                  | Konkurencja                 | Przyrząd     | Przyrząd     | Przyrząd     | Przyrząd     | Przyrząd     | Przyrząd     | Razem        | Pozycja      | Przyrząd | Przyrząd | Przyrząd | Przyrząd | Przyrząd | Przyrząd | Razem  | Pozycja | Źródło |
| Zawodnik                  | Konkurencja                 | F            | PH           | R            | V            | PB           | HB           | Razem        | Pozycja      | F        | PH       | R        | V        | PB       | HB       | Razem  | Pozycja | Źródło |
| ------------------------- | --------------------------- | ------------ | ------------ | ------------ | ------------ | ------------ | ------------ | ------------ | ------------ | -------- | -------- | -------- | -------- | -------- | -------- | ------ | ------- | ------ |
| Caio Souza                | wielobój indywidualnie      | 13,966       | 13,400       | 14,333       | 14,600       | 14,533       | 13,466       | 84,298       | 18.          | 12,933   | 12,133   | 14,500   | 14,200   | 14,500   | 13,266   | 81,532 | 17.     | [ 18 ] |
| Diogo Soares              | wielobój indywidualnie      | 14,200       | 12,800       | 13,133       | 14,066       | 13,900       | 13,233       | 81,332       | 36.          | 14,133   | 12,833   | 13,233   | 13,833   | 13,700   | 13,466   | 81,198 | 20.     | [ 17 ] |
| Francisco Barretto Júnior | wielobój indywidualnie      | 13,000       | 13,200       | 13,200       | 13,466       | 14,000       | 13,833       | 80,699       | 42.          | NQ       | NQ       | NQ       | NQ       | NQ       | NQ       | NQ     | 42.     | [ 15 ] |
| Arthur Mariano            | wielobój indywidualnie      | 12,800       | DNS          | DNS          | 13,500       | DNS          | 14,133       | DNF          | DNF          | DNF      | DNF      | DNF      | DNF      | DNF      | DNF      | DNF    | DNF     | [ 16 ] |
| Diogo Soares              | ćwiczenia wolne             | 14,200       | N/A          | N/A          | N/A          | N/A          | N/A          | 14,200       | 20.          | NQ       | NQ       | NQ       | NQ       | NQ       | NQ       | NQ     | 20.     | [ 17 ] |
| Caio Souza                | ćwiczenia wolne             | 13,966       | N/A          | N/A          | N/A          | N/A          | N/A          | 13,966       | 25.          | NQ       | NQ       | NQ       | NQ       | NQ       | NQ       | NQ     | 25.     | [ 18 ] |
| Francisco Barretto Júnior | ćwiczenia wolne             | 13,000       | N/A          | N/A          | N/A          | N/A          | N/A          | 13,000       | 57.          | NQ       | NQ       | NQ       | NQ       | NQ       | NQ       | NQ     | 57.     | [ 15 ] |
| Arthur Mariano            | ćwiczenia wolne             | 12,800       | N/A          | N/A          | N/A          | N/A          | N/A          | 12,800       | 63.          | NQ       | NQ       | NQ       | NQ       | NQ       | NQ       | NQ     | 63.     | [ 16 ] |
| Caio Souza                | ćwiczenia na poręczach      | N/A          | N/A          | N/A          | N/A          | 14,533       | N/A          | 14,533       | 31.          | NQ       | NQ       | NQ       | NQ       | NQ       | NQ       | NQ     | 31.     | [ 18 ] |
| Francisco Barretto Júnior | ćwiczenia na poręczach      | N/A          | N/A          | N/A          | N/A          | 14,000       | N/A          | 14,000       | 45.          | NQ       | NQ       | NQ       | NQ       | NQ       | NQ       | NQ     | 45.     | [ 15 ] |
| Diogo Soares              | ćwiczenia na poręczach      | N/A          | N/A          | N/A          | N/A          | 13,900       | N/A          | 13,900       | 48.          | NQ       | NQ       | NQ       | NQ       | NQ       | NQ       | NQ     | 48.     | [ 17 ] |
| Arthur Mariano            | ćwiczenia na poręczach      | DNS          | DNS          | DNS          | DNS          | DNS          | DNS          | DNS          | DNS          | DNS      | DNS      | DNS      | DNS      | DNS      | DNS      | DNS    | DNS     | [ 16 ] |
| Arthur Mariano            | ćwiczenia na drążku         | N/A          | N/A          | N/A          | N/A          | N/A          | 14,133       | 14,133       | 12.          | NQ       | NQ       | NQ       | NQ       | NQ       | NQ       | NQ     | 12.     | [ 16 ] |
| Francisco Barretto Júnior | ćwiczenia na drążku         | N/A          | N/A          | N/A          | N/A          | N/A          | 13,833       | 13,833       | 22.          | NQ       | NQ       | NQ       | NQ       | NQ       | NQ       | NQ     | 22.     | [ 15 ] |
| Caio Souza                | ćwiczenia na drążku         | N/A          | N/A          | N/A          | N/A          | N/A          | 13,466       | 13,466       | 28.          | NQ       | NQ       | NQ       | NQ       | NQ       | NQ       | NQ     | 28.     | [ 18 ] |
| Diogo Soares              | ćwiczenia na drążku         | N/A          | N/A          | N/A          | N/A          | N/A          | 13,233       | 13,233       | 37.          | NQ       | NQ       | NQ       | NQ       | NQ       | NQ       | NQ     | 37.     | [ 17 ] |
| Caio Souza                | ćwiczenia na koniu z łękami | N/A          | 13,400       | N/A          | N/A          | N/A          | N/A          | 13,400       | 36.          | NQ       | NQ       | NQ       | NQ       | NQ       | NQ       | NQ     | 36.     | [ 18 ] |
| Francisco Barretto Júnior | ćwiczenia na koniu z łękami | N/A          | 13,200       | N/A          | N/A          | N/A          | N/A          | 13,200       | 42.          | NQ       | NQ       | NQ       | NQ       | NQ       | NQ       | NQ     | 42.     | [ 15 ] |
| Diogo Soares              | ćwiczenia na koniu z łękami | N/A          | 12,800       | N/A          | N/A          | N/A          | N/A          | 12,800       | 54.          | NQ       | NQ       | NQ       | NQ       | NQ       | NQ       | NQ     | 54.     | [ 17 ] |
| Arthur Mariano            | ćwiczenia na koniu z łękami | DNS          | DNS          | DNS          | DNS          | DNS          | DNS          | DNS          | DNS          | DNS      | DNS      | DNS      | DNS      | DNS      | DNS      | DNS    | DNS     | [ 16 ] |
| Arthur Zanetti            | ćwiczenia na kółkach        | N/A          | N/A          | 14,900       | N/A          | N/A          | N/A          | 14,900       | 5.           | N/A      | N/A      | 14,133   | N/A      | N/A      | N/A      | 14,133 | 8.      | [ 20 ] |
| Caio Souza                | ćwiczenia na kółkach        | N/A          | N/A          | 14,333       | N/A          | N/A          | N/A          | 14,333       | 15.          | NQ       | NQ       | NQ       | NQ       | NQ       | NQ       | NQ     | 15.     | [ 18 ] |
| Francisco Barretto Júnior | ćwiczenia na kółkach        | N/A          | N/A          | 13,200       | N/A          | N/A          | N/A          | 13,200       | 53.          | NQ       | NQ       | NQ       | NQ       | NQ       | NQ       | NQ     | 53.     | [ 15 ] |
| Diogo Soares              | ćwiczenia na kółkach        | N/A          | N/A          | 13,133       | N/A          | N/A          | N/A          | 13,133       | 55.          | NQ       | NQ       | NQ       | NQ       | NQ       | NQ       | NQ     | 55.     | [ 17 ] |
| Arthur Mariano            | ćwiczenia na kółkach        | DNS          | DNS          | DNS          | DNS          | DNS          | DNS          | DNS          | DNS          | DNS      | DNS      | DNS      | DNS      | DNS      | DNS      | DNS    | DNS     | [ 16 ] |
| Caio Souza                | skok                        | N/A          | N/A          | N/A          | 14,700       | N/A          | N/A          | 14,700       | 7.           | N/A      | N/A      | N/A      | 13,683   | N/A      | N/A      | 13,863 | 8.      | [ 18 ] |

Kobiety
| Zawodniczka    | Konkurencja             | Kwalifikacje | Kwalifikacje | Kwalifikacje | Kwalifikacje | Kwalifikacje | Kwalifikacje | Finał     | Finał     | Finał     | Finał     | Finał  | Finał   | Źródło |
| Zawodniczka    | Konkurencja             | Przyrządy    | Przyrządy    | Przyrządy    | Przyrządy    | Razem        | Pozycja      | Przyrządy | Przyrządy | Przyrządy | Przyrządy | Razem  | Pozycja | Źródło |
| Zawodniczka    | Konkurencja             | V            | UB           | BB           | F            | Razem        | Pozycja      | V         | UB        | BB        | F         | Razem  | Pozycja | Źródło |
| -------------- | ----------------------- | ------------ | ------------ | ------------ | ------------ | ------------ | ------------ | --------- | --------- | --------- | --------- | ------ | ------- | ------ |
| Rebeca Andrade | wielobój indywidualnie  | 15,400       | 14,200       | 13,733       | 14,066       | 57,399       | 2.           | 15,300    | 14,666    | 13,666    | 13,666    | 57,298 | srebro  | [ 21 ] |
| Flávia Saraiva | wielobój indywidualnie  | DNS          | DNS          | 13,966       | 12,066       | DNF          | DNF          | DNF       | DNF       | DNF       | DNF       | DNF    | DNF     | [ 22 ] |
| Rebeca Andrade | ćwiczenia na poręczach  | N/A          | 14,200       | N/A          | N/A          | 14,200       | 19.          | NQ        | NQ        | NQ        | NQ        | NQ     | 19.     | [ 21 ] |
| Flávia Saraiva | ćwiczenia na równoważni | N/A          | N/A          | 13,966       | N/A          | 13,966       | 9.           | N/A       | N/A       | 13,133    | N/A       | 13,133 | 7.      | [ 22 ] |
| Rebeca Andrade | ćwiczenia na równoważni | N/A          | N/A          | 13,733       | N/A          | 13,733       | 18.          | NQ        | NQ        | NQ        | NQ        | NQ     | 18.     | [ 21 ] |
| Rebeca Andrade | ćwiczenia wolne         | N/A          | N/A          | N/A          | 14,066       | 14,066       | 4.           | N/A       | N/A       | N/A       | 14,033    | 14,033 | 5.      | [ 21 ] |
| Flávia Saraiva | ćwiczenia wolne         | N/A          | N/A          | N/A          | 12,066       | 12,066       | 69.          | NQ        | NQ        | NQ        | NQ        | NQ     | 59.     | [ 22 ] |
| Rebeca Andrade | skoki                   | 15,100       | N/A          | N/A          | N/A          | 15,100       | 3.           | 15,083    | N/A       | N/A       | N/A       | 15,083 | złoto   | [ 21 ] |

### Gimnastyka artystyczna
| Zawodniczki                                                                          | Konkurencja      | Eliminacje | Eliminacje           | Eliminacje | Eliminacje | Finał   | Finał                | Finał | Pozycja | Źródło |
| Zawodniczki                                                                          | Konkurencja      | 5 piłek    | 3 obręcze, 2 maczugi | Razem      | Pozycja    | 5 piłek | 3 obręcze, 2 maczugi | Razem | Pozycja | Źródło |
| Zawodniczki                                                                          | Konkurencja      | Wynik      | Wynik                | Razem      | Pozycja    | Wynik   | Wynik                | Razem | Pozycja | Źródło |
| ------------------------------------------------------------------------------------ | ---------------- | ---------- | -------------------- | ---------- | ---------- | ------- | -------------------- | ----- | ------- | ------ |
| Maria Eduarda Arakaki Déborah Medrado Nicole Pircio Geovanna Santos Beatriz Linhares | zawody drużynowe | 35,450     | 37,800               | 73,250     | 12.        | NQ      | NQ                   | NQ    | 12.     | [ 23 ] |

### Jeździectwo
Ujeżdżenie
| Zawodnik   | Koń                      | Konkurencja             | Grand Prix | Grand Prix | Grand Prix Special | Grand Prix Special | Finał | Finał | Źródło |
| Zawodnik   | Koń                      | Konkurencja             | Wynik      | Poz.       | Wynik              | Poz.               | Wynik | Poz.  | Źródło |
| ---------- | ------------------------ | ----------------------- | ---------- | ---------- | ------------------ | ------------------ | ----- | ----- | ------ |
| João Oliva | Ujeżdżenie indywidualnie | Escorial Horesecampline | 70,419     | 26.        | NQ                 | NQ                 | NQ    | NQ    | [ 24 ] |

Skoki przez przeszkody
| Zawodnik                                                 | Konkurencja   | Koń                                             | Kwalifikacje | Kwalifikacje | Kwalifikacje | Kwalifikacje | Finał      | Finał       | Finał   | Pozycja | Źródło        |
| Zawodnik                                                 | Konkurencja   | Koń                                             | Kary         | Kary         | Łącznie      | Pozycja      | Kary       | Kary        | Łącznie | Pozycja | Źródło        |
| Zawodnik                                                 | Konkurencja   | Koń                                             | Przeszkody   | Limit czasu  | Łącznie      | Pozycja      | Przeszkody | Limit czasu | Łącznie | Pozycja | Źródło        |
| -------------------------------------------------------- | ------------- | ----------------------------------------------- | ------------ | ------------ | ------------ | ------------ | ---------- | ----------- | ------- | ------- | ------------- |
| Yuri Mansur                                              | indywidualnie | Alfons                                          | 0            | 0            | 0            | 1.           | 8          | 0           | 8       | 20.     | [ 25 ] [ 26 ] |
| Marlon Zanotelli                                         | indywidualnie | Edgar M                                         | 4            | 0            | 4            | 31.          | NQ         | NQ          | NQ      | 31.     | [ 25 ] [ 26 ] |
| Marlon Zanotelli Pedro Veniss Rodrigo Pessoa Yuri Mansur | drużynowo     | Edgar M Quabri de l’Isle Carlito’s Way 6 Alfons | 0 5 25 –     | 0 –          | 25           | 8.           | 12 13 – 4  | 0 – 0       | 29      | 6.      | [ 27 ] [ 28 ] |

WKKW
| Zawodnik                                            | Konkurencja   | Koń                                 | Ujeżdżenie          | Cross country       | Skoki (runda kwalifikacyjna) | Razem                   | Skoki (runda finałowa) | Finał     | Pozycja | Źródło |
| --------------------------------------------------- | ------------- | ----------------------------------- | ------------------- | ------------------- | ---------------------------- | ----------------------- | ---------------------- | --------- | ------- | ------ |
| Marcelo Tosi                                        | indywidualnie | Glenfly                             | 31,50               | 8,80                | WD                           | DNF                     | DNF                    | DNF       | DNF     | [ 29 ] |
| Rafael Losano                                       | indywidualnie | Fuiloda                             | 36,00               | RT                  | DNF                          | DNF                     | DNF                    | DNF       | DNF     | [ 29 ] |
| Carlos Paro                                         | indywidualnie | Goliath                             | 36,10               | 22,80               | 4,00                         | 62,90                   | NQ                     | NQ        | 32.     | [ 29 ] |
| Marcelo Tosi Rafael Losano Carlos Paro Márcio Appel | drużynowo     | Glenfly Fuiloda Goliath Iberon Jmen | 31,50 36,00 36,10 – | 8,80 200,00 22,80 – | WD 100,00 4,00 4,40          | 40,30 336,00 62,90 4,40 | N/A                    | 443,60+20 | 12.     | [ 30 ] |

### Judo
| Zawodnik | Konkurencja | 1/32                | 1/16                 | 1/8                 | Ćwierćfinał               | Półfinał            | Repasaże            | Finał / 3.miejsce    | Finał / 3.miejsce | Źródła |
| Zawodnik | Konkurencja | Przeciwniczka Wynik | Przeciwniczka Wynik  | Przeciwniczka Wynik | Przeciwniczka Wynik       | Przeciwniczka Wynik | Przeciwniczka Wynik | Przeciwniczka Wynik  | Pozycja           | Źródła |
| --- | ----------- | ------------------- | -------------------- | ------------------- | ------------------------- | ------------------- | ------------------- | -------------------- | ----------------- | ------ |
| Eric Takabatake | -60 kg (m)  | N/A                 | Sithisane W 10-00    | Kim Won-jin P 00-10 | NQ                        | NQ                  | NQ                  | NQ                   | 9.                | [ 31 ] |
| Daniel Cargnin | -66 kg (m)  | N/A                 | Abdelmawgoud W 10-00 | Vieru W 01-00       | Lombardo W 01-00          | Abe P 00-10         | NQ                  | Shmailov P 000-101   | brąz              | [ 32 ] |
| Eduardo Barbosa | -73 kg (m)  | Chaine P 000-101    | NQ                   | NQ                  | NQ                        | NQ                  | NQ                  | NQ                   | 32.               | [ 33 ] |
| Eduardo Yudy Santos | -81 kg (m)  | N/A                 | Muki P 00-10         | NQ                  | NQ                        | NQ                  | NQ                  | NQ                   | 17.               | [ 34 ] |
| Rafael Macedo | -90 kg (m)  | Bozbajew P 00-10    | NQ                   | NQ                  | NQ                        | NQ                  | NQ                  | NQ                   | 33.               | [ 35 ] |
| Rafael Buzacarini | -100 kg (m) | N/A                 | Nikiforov P 00-01    | NQ                  | NQ                        | NQ                  | NQ                  | NQ                   | 17.               | [ 36 ] |
| Rafael Silva | +100 kg (m) | N/A                 | Bye                  | Kokauri W 10-00     | Tusziszwili P 00-10       | NQ                  | Riner P 00-11       | NQ                   | 7.                | [ 37 ] |
| Gabriela Chibana | -48 kg (k)  | N/A                 | Boniface W 10-00     | Krasniqi P 00-10    | NQ                        | NQ                  | NQ                  | NQ                   | 9.                | [ 38 ] |
| Larissa Pimenta | -52 kg (k)  | N/A                 | Agata Perenc P 01-00 | Uta Abe P 00-10     | NQ                        | NQ                  | NQ                  | NQ                   | 9.                | [ 39 ] |
| Ketleyn Quadros | -63 kg (k)  | N/A                 | David W WO           | Gankhaich W 10-00   | Beauchemin-Pinard P 00-10 | NQ                  | Franssen P 00-10    | NQ                   | 7.                | [ 40 ] |
| Maria Portela | -70 kg (k)  | N/A                 | Shaheen W 10-00      | Tajmazowa P 00-10   | NQ                        | NQ                  | NQ                  | NQ                   | 9.                | [ 41 ] |
| Mayra Aguiar | -78 kg (k)  | N/A                 | Bye                  | Lanir W 10-00       | Wagner P 00-10            | NQ                  | Babincewa W 10-00   | Yoon Hyun-ji W 10-00 | brąz              | [ 42 ] |
| Maria Suelen Altheman | +78 kg (k)  | N/A                 | Bye                  | Velenšek W 10-00    | Dicko P 00-11             | NQ                  | Xu Shiyan P FUS     | NQ                   | 7.                | [ 43 ] |
| Eric Takabatake Daniel Cargnin Eduardo Barbosa Eduardo Yudy Santos Rafael Macedo Rafael Buzacarini Rafael Silva Gabriela Chibana Larissa Pimenta Ketleyn Quadros Maria Portela Mayra Aguiar Maria Suelen Altheman | drużynowo   | N/A                 | N/A                  | N/A                 | Holandia · P 2-4          | NQ                  | Izrael · P 2-4      | NQ                   | 7.                | [ 44 ] |

### Kajakarstwo
| Zawodnik                       | Konkurencja    | Eliminacje | Eliminacje | Ćwierćfinały | Ćwierćfinały | Półfinały | Półfinały | Finał A/B | Finał A/B  | Pozycja | Źródło |
| Zawodnik                       | Konkurencja    | Czas       | Pozycja    | Czas         | Pozycja      | Czas      | Pozycja   | Czas      | Pozycja    | Pozycja | Źródło |
| ------------------------------ | -------------- | ---------- | ---------- | ------------ | ------------ | --------- | --------- | --------- | ---------- | ------- | ------ |
| Vagner Souta                   | K-1 1000 m (m) | 3:57,178   | 5.         | 3:52,402     | 3.           | NQ        | NQ        | NQ        | NQ         | NQ      | [ 45 ] |
| Isaquias Queiroz               | C-1 1000 m (m) | 3:59,894   | 1.         | N/A          | N/A          | 4:05,579  | 1.        | 4:04,408  | 1. Finał A | złoto   | [ 45 ] |
| Jacky Godmann                  | C-1 1000 m (m) | 4:24,732   | 4.         | 4:18,208     | 6.           | NQ        | NQ        | NQ        | NQ         | NQ      | [ 45 ] |
| Jacky Godmann Isaquias Queiroz | C-2 1000 m (m) | 3:48,378   | 3.         | 3:48,611     | 1.           | 3:27,167  | 4.        | 3:27,603  | 4. Finał A | 4.      | [ 45 ] |

### Kajakarstwo górskie
| Zawodnik        | Konkurencja | Eliminacje | Eliminacje | Eliminacje | Eliminacje | Eliminacje | Eliminacje | Półfinały | Półfinały | Finał  | Finał   | Pozycja | Źródło |
| Zawodnik        | Konkurencja | P 1        | M.         | P 2        | M.         | Razem      | M.         | Czas      | Miejsce   | Czas   | Miejsce | Pozycja | Źródło |
| --------------- | ----------- | ---------- | ---------- | ---------- | ---------- | ---------- | ---------- | --------- | --------- | ------ | ------- | ------- | ------ |
| Pedro Gonçalves | K-1 (m)     | 98,13      | 15.        | 92,91      | 10.        | 92,91      | 10.        | 104,33    | 19.       | NQ     | NQ      | 19.     | [ 46 ] |
| Ana Sátila      | K-1 (k)     | 108,22     | 5.         | 106,82     | 7.         | 106,82     | 7.         | 114,62    | 13.       | NQ     | NQ      | 13.     | [ 46 ] |
| Ana Sátila      | C-1 (k)     | 120,56     | 11.        | 109,90     | 4.         | 109,90     | 4.         | 114,27    | 3.        | 164,71 | 10.     | 10.     | [ 46 ] |

### Kolarstwo

#### Kolarstwo górskie
| Zawodnik          | Konkurencja       | Czas    | Pozycja | Źródło |
| ----------------- | ----------------- | ------- | ------- | ------ |
| Jaqueline Mourão  | cross-country (k) | -2 okr. | 35.     | [ 47 ] |
| Henrique Avancini | cross-country (m) | 1:28:09 | 13.     | [ 48 ] |
| Luiz Cocuzzi      | cross-country (m) | 1:32:21 | 27.     | [ 48 ] |

#### Kolarstwo BMX
Wyścig
| Zawodnik           | Konkurencja | Ćwierćfinał | Ćwierćfinał | Półfinał | Półfinał | Finał | Finał   | Pozycja | Źródło |
| Zawodnik           | Konkurencja | Wynik       | Miejsce     | Wynik    | Miejsce  | Wynik | Miejsce | Pozycja | Źródło |
| ------------------ | ----------- | ----------- | ----------- | -------- | -------- | ----- | ------- | ------- | ------ |
| Priscilla Carnaval | kobiety     | 18          | 6.          | NQ       | NQ       | NQ    | NQ      | 22.     | [ 49 ] |
| Renato Rezende     | mężczyźni   | 10          | 3.          | 20       | 7.       | NQ    | NQ      | 14.     | [ 50 ] |

### Lekkoatletyka
Konkurencje biegowe
| Zawodnik                                                                           | Konkurencja                 | Eliminacje | Eliminacje | Półfinał | Półfinał | Finał   | Finał   | Źródło |
| Zawodnik                                                                           | Konkurencja                 | Wynik      | Miejsce    | Wynik    | Miejsce  | Wynik   | Miejsce | Źródło |
| ---------------------------------------------------------------------------------- | --------------------------- | ---------- | ---------- | -------- | -------- | ------- | ------- | ------ |
| Felipe Bardi                                                                       | 100 m (m)                   | 10,26      | 5.         | NQ       | NQ       | NQ      | NQ      | [ 51 ] |
| Paulo André de Oliveira                                                            | 100 m (m)                   | 10,17      | 3.         | 10,31    | 8.       | NQ      | NQ      | [ 51 ] |
| Rodrigo do Nascimento                                                              | 100 m (m)                   | 10,24      | 6.         | NQ       | NQ       | NQ      | NQ      | [ 51 ] |
| Jorge Vides                                                                        | 200 m (m)                   | 20,94      | 4.         | NQ       | NQ       | NQ      | NQ      | [ 52 ] |
| Aldemir da Silva Junior                                                            | 200 m (m)                   | 20,84      | 6.         | NQ       | NQ       | NQ      | NQ      | [ 52 ] |
| Lucas Vilar                                                                        | 200 m (m)                   | 21,31      | 6.         | NQ       | NQ       | NQ      | NQ      | [ 52 ] |
| Lucas Carvalho                                                                     | 400 m (m)                   | 46,12      | 7.         | NQ       | NQ       | NQ      | NQ      | [ 53 ] |
| Thiago André                                                                       | 800 m (m)                   | 1:47,25    | 8.         | NQ       | NQ       | NQ      | NQ      | [ 54 ] |
| Thiago André                                                                       | 1500 m (m)                  | 3:47,71    | 13.        | NQ       | NQ       | NQ      | NQ      | [ 55 ] |
| Gabriel Constantino                                                                | 110 m przez płotki(m)       | 13,55      | 5.         | 13,89    | 8.       | NQ      | NQ      | [ 56 ] |
| Rafael Henrique Pereira                                                            | 110 m przez płotki(m)       | 13,46      | 3.         | 13,62    | 6.       | NQ      | NQ      | [ 56 ] |
| Eduardo de Deus                                                                    | 110 m przez płotki(m)       | 13,78      | 8.         | NQ       | NQ       | NQ      | NQ      | [ 56 ] |
| Alison dos Santos                                                                  | 400 m przez płotki (m)      | 48,42      | 2.         | 47,31    | 1.       | 46,72   | brąz    | [ 57 ] |
| Márcio Teles                                                                       | 400 m przez płotki (m)      | 49,70      | 6.         | NQ       | NQ       | NQ      | NQ      | [ 57 ] |
| Altobeli da Silva                                                                  | 3000 m z przeszkodami (m)   | 8:29,17    | 10.        | N/A      | N/A      | NQ      | NQ      | [ 58 ] |
| Paulo Roberto Paula                                                                | maraton (m)                 | N/A        | N/A        | N/A      | N/A      | 2:26:08 | 69.     | [ 59 ] |
| Daniel Ferreira do Nascimento                                                      | maraton (m)                 | N/A        | N/A        | N/A      | N/A      | DNF     | DNF     | [ 59 ] |
| Daniel Chaves da Silva                                                             | maraton (m)                 | N/A        | N/A        | N/A      | N/A      | DNF     | DNF     | [ 59 ] |
| Rodrigo do Nascimento Felipe Bardi dos Santos Derick Silva Paulo André de Oliveira | sztafeta 4 × 100 m (m)      | 38,34      | 4.         | N/A      | N/A      | NQ      | NQ      | [ 60 ] |
| Caio Bonfim                                                                        | chód na 20 km (m)           | N/A        | N/A        | N/A      | N/A      | 1:23:21 | 13.     | [ 61 ] |
| Matheus Corrêa                                                                     | chód na 20 km (m)           | N/A        | N/A        | N/A      | N/A      | 1:31:47 | 46.     | [ 61 ] |
| Lucas Mazzo                                                                        | chód na 20 km (m)           | N/A        | N/A        | N/A      | N/A      | DNF     | DNF     | [ 61 ] |
| Rosângela Santos                                                                   | 100 m (k)                   | 11,33      | 5.         | NQ       | NQ       | NQ      | NQ      | [ 62 ] |
| Vitória Cristina Rosa                                                              | 100 m (k)                   | DNS        | DNS        | DNS      | DNS      | DNS     | DNS     | [ 62 ] |
| Ana Azevedo                                                                        | 200 m (k)                   | 23,20      | 5.         | NQ       | NQ       | NQ      | NQ      | [ 63 ] |
| Vitória Cristina Rosa                                                              | 200 m (k)                   | 23,59      | 6.         | NQ       | NQ       | NQ      | NQ      | [ 63 ] |
| Tiffani Marinho                                                                    | 400 m (k)                   | 52,11      | 5.         | NQ       | NQ       | NQ      | NQ      | [ 64 ] |
| Ketiley Batista                                                                    | 100 m przez płotki (k)      | 13,40      | 7.         | NQ       | NQ       | NQ      | NQ      | [ 65 ] |
| Chayenne da Silva                                                                  | 400 m przez płotki(k)       | 57,55      | 8.         | NQ       | NQ       | NQ      | NQ      | [ 66 ] |
| Simone Ferraz                                                                      | 3000 m z przeszkodami (k)   | 10:00,92   | 14.        | N/A      | N/A      | NQ      | NQ      | [ 67 ] |
| Tatiane Raquel da Silva                                                            | 3000 m z przeszkodami (k)   | 9:36,43    | 7.         | N/A      | N/A      | NQ      | NQ      | [ 67 ] |
| Érica de Sena                                                                      | chód na 20 km (k)           | N/A        | N/A        | N/A      | N/A      | 1:31:39 | 11.     | [ 68 ] |
| Bruna Farias Ana Cláudia Silva Vitória Cristina Rosa Rosângela Santos              | sztafeta 4 × 100 m (k)      | 43,15      | 5.         | N/A      | N/A      | NQ      | NQ      | [ 69 ] |
| Pedro Burmann Tiffani Marinho Tábata Vitorino Anderson Henriques                   | sztafeta mieszana 4 × 400 m | 3:15,89    | 7.         | N/A      | N/A      | NQ      | NQ      | [ 70 ] |

Konkurencje techniczne
| Zawodnik            | Konkurencja        | Kwalifikacje | Kwalifikacje | Finał | Finał   | Źródło |
| Zawodnik            | Konkurencja        | Wynik        | Miejsce      | Wynik | Miejsce | Źródło |
| ------------------- | ------------------ | ------------ | ------------ | ----- | ------- | ------ |
| Darlan Romani       | pchnięcie kulą (m) | 21,31        | 4.           | 21,88 | 4.      | [ 71 ] |
| Samory Fraga        | skok w dal (m)     | 7,88         | 16.          | NQ    | NQ      | [ 72 ] |
| Alexsandro Melo     | skok w dal (m)     | 6,95         | 29.          | NQ    | NQ      | [ 72 ] |
| Mateus Daniel de Sá | trójskok (m)       | 16,49        | 20.          | NQ    | NQ      | [ 73 ] |
| Almir dos Santos    | trójskok (m)       | 16,27        | 23.          | NQ    | NQ      | [ 73 ] |
| Alexsandro Melo     | trójskok (m)       | 15,62        | 26.          | NQ    | NQ      | [ 73 ] |
| Fernando Ferreira   | skok wzwyż (m)     | 2,21         | 21.          | NQ    | NQ      | [ 74 ] |
| Thiago Moura        | skok wzwyż (m)     | 2,21         | 21.          | NQ    | NQ      | [ 74 ] |
| Thiago Braz         | skok o tyczce (m)  | 5,75         | 8.           | 5,87  | brąz    | [ 75 ] |
| Augusto de Oliveira | skok o tyczce (m)  | 5,65         | 16.          | NQ    | NQ      | [ 75 ] |
| Jucilene de Lima    | rzut oszczepem (k) | 60,14        | 15.          | NQ    | NQ      | [ 76 ] |
| Laila Ferrer        | rzut oszczepem (k) | 59,47        | 18.          | NQ    | NQ      | [ 76 ] |
| Geísa Arcanjo       | pchnięcie kulą (k) | 16,46        | 30.          | NQ    | NQ      | [ 77 ] |
| Izabela da Silva    | rzut dyskiem (k)   | 61,52        | 12.          | 60,39 | 11.     | [ 78 ] |
| Andressa de Morais  | rzut dyskiem (k)   | 58,90        | 20.          | NQ    | NQ      | [ 78 ] |
| Fernanda Martins    | rzut dyskiem (k)   | 57,90        | 24.          | NQ    | NQ      | [ 78 ] |
| Eliane Martins      | skok w dal (k)     | 6,43         | 18.          | NQ    | NQ      | [ 79 ] |
| Núbia Soares        | trójskok (k)       | 14,07        | 17.          | NQ    | NQ      | [ 80 ] |

Wieloboje
Dziesięciobój
| Zawodnik          | Konkurencja | 100 m | LJ   | SP    | HJ   | 400 m | 110H  | DT    | PV   | JT    | 1500 m  | Razem | Pozycja | Źródło |
| ----------------- | ----------- | ----- | ---- | ----- | ---- | ----- | ----- | ----- | ---- | ----- | ------- | ----- | ------- | ------ |
| Felipe dos Santos | Rezultat    | 10,58 | 7,38 | 14,13 | 2,02 | 49,31 | 14,58 | 39,91 | 4,60 | 54,56 | 4:52,40 | 7880  | 18.     | [ 81 ] |
| Felipe dos Santos | Punkty      | 956   | 905  | 736   | 822  | 847   | 901   | 663   | 790  | 656   | 604     | 7880  | 18.     | [ 81 ] |

### Łucznictwo
| Zawodnik                                          | Konkurencja       | Runda rankingowa | Runda rankingowa | 1/32             | 1/16               | 1/8              | Ćwierćfinały     | Półfinały        | Finał            | Finał   | Źródło               |
| Zawodnik                                          | Konkurencja       | Wynik            | Miejsce          | Przeciwnik Wynik | Przeciwnik Wynik   | Przeciwnik Wynik | Przeciwnik Wynik | Przeciwnik Wynik | Przeciwnik Wynik | Pozycja | Źródło               |
| ------------------------------------------------- | ----------------- | ---------------- | ---------------- | ---------------- | ------------------ | ---------------- | ---------------- | ---------------- | ---------------- | ------- | -------------------- |
| Marcus Vinicius D'Almeida                         | indywidualnie (m) | 651              | 39.              | Huston W 7-1     | van den Berg W 7-1 | Nespoli P 0-6    | NQ               | NQ               | NQ               | 9.      | [ 82 ] [ 83 ] [ 84 ] |
| Ane Marcelle dos Santos                           | indywidualnie (k) | 636              | 33.              | Vázquez W 6-4    | An San P 1-7       | NQ               | NQ               | NQ               | NQ               | 17.     | [ 85 ] [ 86 ] [ 87 ] |
| Marcus Vinicius D'Almeida Ane Marcelle dos Santos | mikst             | 1287             | 20.              | N/A              | N/A                | NQ               | NQ               | NQ               | NQ               | 20.     | [ 88 ] [ 89 ]        |

### Pięciobój nowoczesny
| Zawodnik             | Konkurencja | Szermierka      | Szermierka | Szermierka | Pływanie | Pływanie | Pływanie | Jazda konna | Jazda konna | Kombinacja: strzelanie/bieg przełajowy | Kombinacja: strzelanie/bieg przełajowy | Kombinacja: strzelanie/bieg przełajowy | Suma punktów | Pozycja | Źródło |
| Zawodnik             | Konkurencja | Wynik (wygrane) | M.         | Punkty     | Czas     | M.       | Punkty   | M.          | Punkty      | Czas                                   | M.                                     | Punkty                                 | Suma punktów | Pozycja | Źródło |
| -------------------- | ----------- | --------------- | ---------- | ---------- | -------- | -------- | -------- | ----------- | ----------- | -------------------------------------- | -------------------------------------- | -------------------------------------- | ------------ | ------- | ------ |
| Maria Ieda Guimaraes | kobiety     | 14              | 31.        | 184        | 2:32,16  | 36.      | 246      | EL          | 0           | DNF                                    | DNF                                    | DNF                                    | 430          | 36.     | [ 90 ] |

### Piłka nożna
Turniej kobiet
- Reprezentacja kobiet

| - Bárbara - Poliana - Érika - Rafaelle - Julia - Tamires - Duda - Formiga - Debinha - Marta - Angelina |  | - Ludmila - Bruna - Jucinara - Geyse - Beatriz - Andressinha - Letícia Izidoro - Letícia Santos - Giovana - Andressa - Aline |

| Drużyna  | Konkurencja    | Faza grupowa     | Faza grupowa     | Faza grupowa     | Faza grupowa | Ćwierćfinały     | Półfinały        | Finał mecz o 3. miejsce | Pozycja | Źródło |
| Drużyna  | Konkurencja    | Przeciwnik Wynik | Przeciwnik Wynik | Przeciwnik Wynik | Pozycja      | Przeciwnik Wynik | Przeciwnik Wynik | Przeciwnik Wynik        | Pozycja | Źródło |
| -------- | -------------- | ---------------- | ---------------- | ---------------- | ------------ | ---------------- | ---------------- | ----------------------- | ------- | ------ |
| Brazylia | turniej kobiet | Chiny 5:0        | Holandia 3:3     | Zambia 1:0       | 2.           | Kanada 0:0 3:4   | NQ               | NQ                      | 6.      | [ 91 ] |

Turniej mężczyzn
- Reprezentacja mężczyzn

| - Santos - Gabriel Menino - Diego Carlos - Ricardo Graça - Douglas Luiz - Guilherme Arana - Paulinho - Bruno Guimarães - Matheus Cunha - Richarlison - Antony |  | - Brenno - Dani Alves - Bruno Fuchs - Nino - Abner - Malcom - Matheus Henrique - Reinier - Claudinho - Gabriel Martinelli - Lucão |

| Drużyna  | Konkurencja      | Faza grupowa     | Faza grupowa                 | Faza grupowa         | Faza grupowa | Ćwierćfinały     | Półfinały        | Finał mecz o 3. miejsce | Pozycja | Źródło |
| Drużyna  | Konkurencja      | Przeciwnik Wynik | Przeciwnik Wynik             | Przeciwnik Wynik     | Pozycja      | Przeciwnik Wynik | Przeciwnik Wynik | Przeciwnik Wynik        | Pozycja | Źródło |
| -------- | ---------------- | ---------------- | ---------------------------- | -------------------- | ------------ | ---------------- | ---------------- | ----------------------- | ------- | ------ |
| Brazylia | turniej mężczyzn | Niemcy 4:2       | Wybrzeże Kości Słoniowej 0:0 | Arabia Saudyjska 3:1 | 1.           | Egipt 1:0        | Meksyk 0:0 4:1   | Hiszpania 2:1           | złoto   | [ 92 ] |

### Piłka ręczna
Turniej kobiet
- Reprezentacja kobiet

| - Bruna de Paula - Alexandra do Nascimento-Martínez - Tamires Morena Lima - Ana Paula Rodrigues-Belo - Bárbara Arenh - Eduarda Amorim - Larissa Araújo - Adriana Cardoso de Castro |  | - Samara Vieira - Giulia Guarieiro - Gabriela Bitolo - Patrícia Matieli - Dayane Rocha - Renata Arruda - Lívia Ventura |

| Drużyna  | Konkurencja    | Faza grupowa     | Faza grupowa     | Faza grupowa     | Faza grupowa     | Faza grupowa     | Faza grupowa | Ćwierćfinały     | Półfinały        | Finał mecz o 3. miejsce | Pozycja | Źródło        |
| Drużyna  | Konkurencja    | Przeciwnik Wynik | Przeciwnik Wynik | Przeciwnik Wynik | Przeciwnik Wynik | Przeciwnik Wynik | Pozycja      | Przeciwnik Wynik | Przeciwnik Wynik | Przeciwnik Wynik        | Pozycja | Źródło        |
| -------- | -------------- | ---------------- | ---------------- | ---------------- | ---------------- | ---------------- | ------------ | ---------------- | ---------------- | ----------------------- | ------- | ------------- |
| Brazylia | turniej kobiet | Rosja 24:24      | Węgry 33:27      | Hiszpania 23:27  | Szwecja 31:34    | Francja 22:29    | 6.           | NQ               | NQ               | NQ                      | 11.     | [ 93 ] [ 94 ] |

Turniej mężczyzn
- Reprezentacja mężczyzn

| - Henrique Teixeira - João Silva - Guilherme Torriani - José Guilherme de Toledo - Rogério Moraes Ferreira - Thiagus dos Santos - Rangel da Rosa - Felipe Borges |  | - Fábio Chiuffa - Vinícius Teixeira - Leonardo Dutra - Thiago Ponciano - Haniel Langaro - Leonardo Terçariol - Rudolph Hackbarth - Gustavo Rodrigues |

| Drużyna  | Konkurencja      | Faza grupowa     | Faza grupowa     | Faza grupowa     | Faza grupowa     | Faza grupowa     | Faza grupowa | Ćwierćfinały     | Półfinały        | Finał mecz o 3. miejsce | Pozycja | Źródło        |
| Drużyna  | Konkurencja      | Przeciwnik Wynik | Przeciwnik Wynik | Przeciwnik Wynik | Przeciwnik Wynik | Przeciwnik Wynik | Pozycja      | Przeciwnik Wynik | Przeciwnik Wynik | Przeciwnik Wynik        | Pozycja | Źródło        |
| -------- | ---------------- | ---------------- | ---------------- | ---------------- | ---------------- | ---------------- | ------------ | ---------------- | ---------------- | ----------------------- | ------- | ------------- |
| Brazylia | turniej mężczyzn | Norwegia 24:27   | Francja 29:34    | Hiszpania 25:32  | Argentyna 25:23  | Niemcy 25:29     | 5.           | NQ               | NQ               | NQ                      | 10.     | [ 95 ] [ 96 ] |

### Pływanie
| Zawodnik                                                                  | Konkurencja                          | Eliminacje | Eliminacje | Półfinał | Półfinał | Finał     | Finał   | Źródło                  |
| Zawodnik                                                                  | Konkurencja                          | Czas       | Miejsce    | Czas     | Miejsce  | Czas      | Miejsce | Źródło                  |
| ------------------------------------------------------------------------- | ------------------------------------ | ---------- | ---------- | -------- | -------- | --------- | ------- | ----------------------- |
| Bruno Fratus                                                              | 50 m dowolnym (m)                    | 21,67      | 4.         | 21,60    | 3.       | 21,57     | brąz    | [ 97 ] [ 98 ] [ 99 ]    |
| Pedro Spajari                                                             | 100 m dowolnym (m)                   | 48,74      | 25.        | NQ       | NQ       | NQ        | NQ      | [ 100 ]                 |
| Gabriel Santos                                                            | 100 m dowolnym (m)                   | 49,33      | 32.        | NQ       | NQ       | NQ        | NQ      | [ 100 ]                 |
| Fernando Scheffer                                                         | 200 m dowolnym (m)                   | 1:45,05    | 2.         | 1:45,71  | 8.       | 1:44,66   | brąz    | [ 101 ] [ 102 ] [ 103 ] |
| Murilo Sartori                                                            | 200 m dowolnym (m)                   | 1:47,11    | 24.        | NQ       | NQ       | NQ        | NQ      | [ 101 ] [ 102 ] [ 103 ] |
| Guilherme Costa                                                           | 400 m dowolnym (m)                   | 3:45,99    | 11.        | N/A      | N/A      | NQ        | NQ      | [ 104 ]                 |
| Guilherme Costa                                                           | 800 m dowolnym (m)                   | 7:46,09    | 5.         | N/A      | N/A      | 7:53,31   | 8.      | [ 105 ] [ 106 ]         |
| Guilherme Costa                                                           | 1500 m dowolnym (m)                  | 15:01,18   | 13.        | N/A      | N/A      | NQ        | NQ      | [ 107 ]                 |
| Guilherme Guido                                                           | 100 m grzbietowym (m)                | 53,65      | 11.        | 53,80    | 15.      | NQ        | NQ      | [ 108 ] [ 109 ]         |
| Guilherme Basseto                                                         | 100 m grzbietowym (m)                | 53,84      | 20.        | NQ       | NQ       | NQ        | NQ      | [ 108 ] [ 109 ]         |
| Felipe Lima                                                               | 100 m klasycznym (m)                 | 59,17      | 8.         | 59,80    | 12.      | NQ        | NQ      | [ 110 ] [ 111 ]         |
| Caio Pumputis                                                             | 100 m klasycznym (m)                 | 1:00,76    | 34.        | NQ       | NQ       | NQ        | NQ      | [ 110 ] [ 111 ]         |
| Vinicius Lanza                                                            | 100 m motylkowym (m)                 | 52,08      | 26.        | NQ       | NQ       | NQ        | NQ      | [ 112 ]                 |
| Matheus Gonche                                                            | 100 m motylkowym (m)                 | 53,02      | 43.        | NQ       | NQ       | NQ        | NQ      | [ 112 ]                 |
| Leonardo de Deus                                                          | 200 m motylkowym (m)                 | 1:54,83    | 3.         | 1:54,97  | 2.       | 1:55,19   | 6.      | [ 113 ] [ 114 ] [ 115 ] |
| Caio Pumputis                                                             | 200 m zmiennym (m)                   | 1:58,36    | 19.        | NQ       | NQ       | NQ        | NQ      | [ 116 ]                 |
| Vinicius Lanza                                                            | 200 m zmiennym (m)                   | 1:58,92    | 25.        | NQ       | NQ       | NQ        | NQ      | [ 116 ]                 |
| Breno Correia Pedro Spajari Gabriel Santos Marcelo Chierighini            | sztafeta 4 × 100 m dowolnym (m)      | 3:12,59    | 5.         | N/A      | N/A      | 3:13,41   | 8.      | [ 117 ] [ 118 ]         |
| Luiz Altamir Melo Fernando Scheffer Murilo Sartori Breno Correia          | sztafeta 4 × 200 m dowolnym (m)      | 7:07,73    | 8.         | N/A      | N/A      | 7:08,22   | 8.      | [ 119 ] [ 120 ]         |
| Guilherme Guido Felipe Lima Vinicius Lanza Marcelo Chierighini            | sztafeta 4 × 100 m zmiennym (m)      | DSQ        | DSQ        | N/A      | N/A      | NQ        | NQ      | [ 121 ] [ 122 ]         |
| Etiene Medeiros                                                           | 50 m dowolnym (k)                    | 25,45      | 29.        | NQ       | NQ       | NQ        | NQ      | [ 123 ]                 |
| Larissa Oliveira                                                          | 100 m dowolnym (k)                   | 55,53      | 30.        | NQ       | NQ       | NQ        | NQ      | [ 124 ]                 |
| Viviane Jungblut                                                          | 800 m dowolnym (k)                   | 8:38,88    | 24.        | N/A      | N/A      | NQ        | NQ      | [ 125 ]                 |
| Viviane Jungblut                                                          | 1500 m dowolnym (k)                  | 16:21,29   | 20.        | N/A      | N/A      | NQ        | NQ      | [ 126 ]                 |
| Beatriz Dizotti                                                           | 1500 m dowolnym (k)                  | 16:29,37   | 24.        | N/A      | N/A      | NQ        | NQ      | [ 126 ]                 |
| Ana Marcela Cunha                                                         | 10 km (k)                            | N/A        | N/A        | N/A      | N/A      | 1:59:30,8 | złoto   | [ 127 ]                 |
| Larissa Oliveira Ana Carolina Vieira Etiene Medeiros Stephanie Balduccini | sztafeta 4 × 100 m dowolnym (k)      | 3:39,19    | 12.        | N/A      | N/A      | NQ        | NQ      | [ 128 ]                 |
| Aline Rodrigues Larissa Oliveira Nathalia Almeida Gabrielle Roncatto      | sztafeta 4 × 200 m dowolnym (k)      | 7:59,50    | 10.        | N/A      | N/A      | NQ        | NQ      | [ 129 ]                 |
| Guilherme Basseto Felipe Lima Giovanna Diamante Stephanie Balduccini      | sztafeta mieszana 4 × 100 m zmiennym | 3:46,74    | 14.        | N/A      | N/A      | NQ        | NQ      | [ 130 ]                 |

### Podnoszenie ciężarów
| Zawodnik                | Konkurencja   | Rwanie | Rwanie  | Podrzut | Podrzut | Razem  | Pozycja | Źródło  |
| Zawodnik                | Konkurencja   | Wynik  | Pozycja | Wynik   | Pozycja | Razem  | Pozycja | Źródło  |
| ----------------------- | ------------- | ------ | ------- | ------- | ------- | ------ | ------- | ------- |
| Natasha Rosa Figueiredo | -49 kg kobiet | 78 kg  | 9.      | 95 kg   | 8.      | 173 kg | 9.      | [ 131 ] |
| Jaqueline Ferreira      | -87 kg kobiet | 100 kg | 11.     | 115 kg  | 12.     | 215 kg | 12.     | [ 131 ] |

### Rugby 7
Turniej kobiet
- Reprezentacja kobiet

| - Mariana Nicolau, - Luiza Gonzalez da Costa - Rafaela Zanellato - Leila Cassia dos Santos - Thalia da Silva Costa - Isadora Cerullo |  | - Aline Ribeiro Furtado - Mariana Fiovaranti - Haline Leme Scatrut - Raquel Kochhann - Bianca dos Santos Silva - Thalita da Silva Costa |

| Drużyna  | Konkurencja | Faza grupowa     | Faza grupowa     | Faza grupowa     | Faza grupowa | Ćwierćfinały     | Półfinały        | Finał/Mecz 3.miejsce | Pozycja | Źródło          |
| Drużyna  | Konkurencja | Przeciwnik Wynik | Przeciwnik Wynik | Przeciwnik Wynik | Pozycja      | Przeciwnik Wynik | Przeciwnik Wynik | Przeciwnik Wynik     | Pozycja | Źródło          |
| -------- | ----------- | ---------------- | ---------------- | ---------------- | ------------ | ---------------- | ---------------- | -------------------- | ------- | --------------- |
| Brazylia | kobiety     | Kanada 0:33      | Francja 5:40     | Fidżi 5:41       | 4.           | N/A              | Kanada 0:45      | Japonia 21:12        | 11.     | [ 132 ] [ 133 ] |

### Siatkówka
Turniej kobiet
- Reprezentacja kobiet

| - Carol Gattaz - Rosamaria Montibeller - Macris Carneiro - Roberta Ratzke - Gabriela Braga Guimarães - Tandara Caixeta |  | - Natália Pereira - Ana Carolina da Silva - Fernanda Garay Rodrigues - Ana Cristina de Souza - Camila de Paula Brait - Ana Beatriz Correa |

| Drużyna  | Konkurencja    | Faza grupowa           | Faza grupowa     | Faza grupowa     | Faza grupowa     | Faza grupowa     | Faza grupowa | Ćwierćfinały                      | Półfinały              | Finał                   | Pozycja | Źródło  |
| Drużyna  | Konkurencja    | Przeciwnik Wynik       | Przeciwnik Wynik | Przeciwnik Wynik | Przeciwnik Wynik | Przeciwnik Wynik | Pozycja      | Przeciwnik Wynik                  | Przeciwnik Wynik       | Przeciwnik Wynik        | Pozycja | Źródło  |
| -------- | -------------- | ---------------------- | ---------------- | ---------------- | ---------------- | ---------------- | ------------ | --------------------------------- | ---------------------- | ----------------------- | ------- | ------- |
| Brazylia | turniej kobiet | Korea Południowa W 3:0 | Dominikana W 3:2 | Japonia W 3:0    | Serbia W 3:1     | Kenia W 3:0      | 1.           | Rosyjski Komitet Olimpijski W 3:1 | Korea Południowa W 3:0 | Stany Zjednoczone P 0:3 | srebro  | [ 134 ] |

Turniej mężczyzn
- Reprezentacja mężczyzn

| - Bruno Rezende - Maurício Borges Silva - Fernando Kreling - Wallace de Souza - Joandry Leal - Isac Santos |  | - Maurício Souza - Douglas Souza da Silva - Lucas Saatkamp - Thales Hoss - Ricardo Lucarelli - Alan Souza |

| Drużyna  | Konkurencja      | Faza grupowa     | Faza grupowa     | Faza grupowa                      | Faza grupowa            | Faza grupowa     | Faza grupowa | Ćwierćfinały     | Półfinały                         | Finał            | Pozycja | Źródło  |
| Drużyna  | Konkurencja      | Przeciwnik Wynik | Przeciwnik Wynik | Przeciwnik Wynik                  | Przeciwnik Wynik        | Przeciwnik Wynik | Pozycja      | Przeciwnik Wynik | Przeciwnik Wynik                  | Przeciwnik Wynik | Pozycja | Źródło  |
| -------- | ---------------- | ---------------- | ---------------- | --------------------------------- | ----------------------- | ---------------- | ------------ | ---------------- | --------------------------------- | ---------------- | ------- | ------- |
| Brazylia | turniej mężczyzn | Tunezja W 3:0    | Argentyna W 3:2  | Rosyjski Komitet Olimpijski P 1:3 | Stany Zjednoczone W 3:1 | Francja W 3:2    | 2.           | Japonia W 3:0    | Rosyjski Komitet Olimpijski P 1:3 | Argentyna P 2:3  | 4.      | [ 134 ] |

#### Siatkówka plażowa
| Zawodnik                              | Konkurencja | Faza grupowa                                  | Faza grupowa                                  | Faza grupowa                            | Pozycja | Plat-off         | 1/8                                     | Ćwierćfinały                                   | Półfinały        | Finał            | Finał   | Źródło  |
| Zawodnik                              | Konkurencja | Przeciwnik Wynik                              | Przeciwnik Wynik                              | Przeciwnik Wynik                        | Pozycja | Przeciwnik Wynik | Przeciwnik Wynik                        | Przeciwnik Wynik                               | Przeciwnik Wynik | Przeciwnik Wynik | Pozycja | Źródło  |
| ------------------------------------- | ----------- | --------------------------------------------- | --------------------------------------------- | --------------------------------------- | ------- | ---------------- | --------------------------------------- | ---------------------------------------------- | ---------------- | ---------------- | ------- | ------- |
| Alison Cerutti Álvaro Morais Filho    | mężczyzni   | Azaad Capogrosso 2:0 (21:16, 21:17)           | Lucena Dalhausser 1:2 (22:24, 21:19, 13:15)   | Brouwer Meeuwsen 2:0 (21:14, 24:22)     | 1.      | N/A              | Gaxiola Rubio 2:0 (21:14, 21:13)        | Pļaviņš Točs 0:2 (16:21, 19:21)                | NQ               | NQ               | 5.      | [ 135 ] |
| Evandro Oliveira Bruno Oscar Schmidt  | mężczyzni   | M.Grimalt E.Grimalt 2:1 (21:15, 16:21, 15:12) | El Graoui Abicha 2:0 (21:14, 21:16)           | Bryl Fijałek 2:1 (19:21, 21:14, 17:15)  | 1.      | N/A              | Pļaviņš Točs 0:2 (19:21, 18:21)         | NQ                                             | NQ               | NQ               | 9.      | [ 135 ] |
| Ágatha Bednarczuk Eduarda Lisboa      | kobiet      | Gallay Pereyra 2:0 (21:19, 21:11)             | Fan Xinyi 0:2 (18:21, 14:21)                  | Bansley Wilkerson 2:0 (21:18, 21:18)    | 2.      | N/A              | Ludwig Kozuch 1:2 (19:21, 21:19, 14:16) | NQ                                             | NQ               | NQ               | 9.      | [ 135 ] |
| Ana Patrícia Ramos Rebecca Cavalcante | kobiet      | Makokha Khadambi 2:0 (21:15, 21:9)            | Graudiņa Kravčenoka 1:2 (15:21, 21:12, 12:15) | Claes Sponcil 1:2 (21:17, 19:21, 11:15) | 3.      | N/A              | Fan Xinyi 2:0 (21:14, 23:21)            | Vergé-Dépré Heidrich 1:2 (19:21, 21:18, 12:15) | NQ               | NQ               | 5.      | [ 135 ] |

### Skateboarding
| Zawodnik        | Konkurencja | Eliminacje | Eliminacje | Eliminacje | Eliminacje | Finał | Finał | Finał | Finał | Pozycja | Źródło  |
| Zawodnik        | Konkurencja | 1          | 2          | 3          | Wynik      | 1     | 2     | 3     | Wynik | Pozycja | Źródło  |
| --------------- | ----------- | ---------- | ---------- | ---------- | ---------- | ----- | ----- | ----- | ----- | ------- | ------- |
| Luiz Francisco  | park (m)    | 81,50      | 84,31      | 12,74      | 84,31      | 80,24 | 80,62 | 83,14 | 83,14 | 4.      | [ 136 ] |
| Pedro Quintas   | park (m)    | 59,55      | 6,47       | 79,02      | 79,02      | 4,35  | 35,54 | 38,47 | 38,47 | 8.      | [ 136 ] |
| Pedro Barros    | park (m)    | 73,00      | 77,14      | 18,56      | 77,14      | 86,14 | 73,50 | 22,90 | 86,14 | srebro  | [ 136 ] |
| Yndira Asp      | park (k)    | 43,23      | 6,64       | 21,84      | 43,23      | 37,34 | 7,14  | 7,04  | 37,34 | 8.      | [ 137 ] |
| Dora Varella    | park (k)    | 31,53      | 41,59      | 13,86      | 41,59      | 40,42 | 6,18  | 38,54 | 40,42 | 7.      | [ 137 ] |
| Isadora Pacheco | park (k)    | 36,71      | 2,13       | 37,08      | 37,08      | NQ    | NQ    | NQ    | NQ    | 10.     | [ 137 ] |

| Zawodnik        | Konkurencja | Eliminacje | Eliminacje | Finał  | Finał   | Źródło  |
| Zawodnik        | Konkurencja | Punkty     | Miejsce    | Punkty | Miejsce | Źródło  |
| --------------- | ----------- | ---------- | ---------- | ------ | ------- | ------- |
| Kelvin Hoefler  | street (m)  | 34,69      | 4.         | 36,15  | srebro  | [ 138 ] |
| Giovanni Vianna | street (m)  | 28,15      | 12.        | NQ     | NQ      | [ 138 ] |
| Felipe Gustavo  | street (m)  | 24,75      | 14.        | NQ     | NQ      | [ 138 ] |
| Ryssa Leal      | street (k)  | 14,91      | 3.         | 14,64  | srebro  | [ 139 ] |
| Letícia Bufoni  | street (k)  | 10,91      | 9.         | NQ     | NQ      | [ 139 ] |
| Pamela Rosa     | street (k)  | 10,06      | 10.        | NQ     | NQ      | [ 139 ] |

### Skoki do wody
| Zawodnik           | Konkurencja                      | Preliminacje | Preliminacje | Półfinał | Półfinał | Finał  | Finał   | Źródło                  |
| Zawodnik           | Konkurencja                      | Punkty       | Miejsce      | Punkty   | Miejsce  | Punkty | Miejsce | Źródło                  |
| ------------------ | -------------------------------- | ------------ | ------------ | -------- | -------- | ------ | ------- | ----------------------- |
| Kawan Pereira      | wieża 10 m indywidualnie (m)     | 371,65       | 17.          | 400,40   | 12.      | 393,85 | 10.     | [ 140 ] [ 141 ] [ 142 ] |
| Isaac Souza        | wieża 10 m indywidualnie (m)     | 339,30       | 20.          | NQ       | NQ       | NQ     | NQ      | [ 140 ] [ 141 ] [ 142 ] |
| Luana Lira         | trampolina 3 m indywidualnie (k) | 244,35       | 21.          | NQ       | NQ       | NQ     | NQ      | [ 143 ] [ 144 ] [ 145 ] |
| Ingrid de Oliveira | wieża 10 m indywidualnie (k)     | 261,20       | 24.          | NQ       | NQ       | NQ     | NQ      | [ 146 ] [ 147 ] [ 148 ] |

### Surfing
| Zawodnik            | Konkurencja | Eliminacje | Eliminacje | Eliminacje | Eliminacje | 1/8 finału             | Ćwierćfinał          | Półfinał               | Finał/3. miejsce      | Pozycja | Źródło  |
| Zawodnik            | Konkurencja | Runda 1    | Runda 1    | Runda 2    | Runda 2    | 1/8 finału             | Ćwierćfinał          | Półfinał               | Finał/3. miejsce      | Pozycja | Źródło  |
| Zawodnik            | Konkurencja | Wynik      | Miejsce    | Wynik      | Miejsce    | Przeciwnik Wynik       | Przeciwnik Wynik     | Przeciwnik Wynik       | Przeciwnik Wynik      | Pozycja | Źródło  |
| ------------------- | ----------- | ---------- | ---------- | ---------- | ---------- | ---------------------- | -------------------- | ---------------------- | --------------------- | ------- | ------- |
| Silvana Lima        | kobiety     | 12,13      | 2.         | N/A        | N/A        | Bonvalot W 12,17-7,50  | Moore P 8,30-14,26   | NQ                     | NQ                    | 5.      | [ 149 ] |
| Tatiana Weston-Webb | kobiety     | 11,33      | 1.         | N/A        | N/A        | Moore P 9,00-10,33     | NQ                   | NQ                     | NQ                    | 9.      | [ 149 ] |
| Ítalo Ferreira      | mężczyźni   | 13,67      | 1.         | N/A        | N/A        | Stairmand W 14,54-9,67 | Ohhara W 16,30-11,90 | Wright W 13,17-12,47   | Igarashi W 15,14-6,60 | złoto   | [ 150 ] |
| Gabriel Medina      | mężczyźni   | 12,23      | 1.         | N/A        | N/A        | Wilson W 14,33-13,00   | Bourez W 15,33-13,66 | Igarashi P 16,76-17,00 | Wright P 1,77-11,97   | 4.      | [ 150 ] |

### Strzelectwo
| Zawodnik  | Konkurencja               | Kwalifikacje | Kwalifikacje | Finał | Finał   | Źródło          |
| Zawodnik  | Konkurencja               | Wynik        | Pozycja      | Wynik | Pozycja | Źródło          |
| --------- | ------------------------- | ------------ | ------------ | ----- | ------- | --------------- |
| Felipe Wu | pistolet pneumatyczny (m) | 566-15x      | 32.          | NQ    | NQ      | [ 151 ] [ 152 ] |

### Szermierka
| Zawodnik             | Konkurencja              | 1/32             | 1/16             | 1/8              | Ćwierćfinały     | Półfinały        | Finał/o 3. miejsce | Finał/o 3. miejsce | Źródło  |
| Zawodnik             | Konkurencja              | Przeciwnik Wynik | Przeciwnik Wynik | Przeciwnik Wynik | Przeciwnik Wynik | Przeciwnik Wynik | Przeciwnik Wynik   | Pozycja            | Źródło  |
| -------------------- | ------------------------ | ---------------- | ---------------- | ---------------- | ---------------- | ---------------- | ------------------ | ------------------ | ------- |
| Guilherme Toldo      | floret indywidualnie (m) | Bye              | Saito P 10-15    | NQ               | NQ               | NQ               | NQ                 | 22.                | [ 153 ] |
| Nathalie Moellhausen | szpada indywidualnie (k) | Bye              | Fiamingo P 9-10  | NQ               | NQ               | NQ               | NQ                 | 18.                | [ 154 ] |

### Taekwondo
| Zawodnik            | Konkurencja     | 1/8              | Ćwierćfinał      | Półfinał         | Repesaż          | Finał/3.miejsce  | Finał/3.miejsce | Źródło  |
| Zawodnik            | Konkurencja     | Przeciwnik Wynik | Przeciwnik Wynik | Przeciwnik Wynik | Przeciwnik Wynik | Przeciwnik Wynik | Pozycja         | Źródło  |
| ------------------- | --------------- | ---------------- | ---------------- | ---------------- | ---------------- | ---------------- | --------------- | ------- |
| Edival Pontes       | -68 kg mężczyzn | Reçber P 18-25   | NQ               | NQ               | NQ               | NQ               | 12.             | [ 155 ] |
| Ícaro Miguel Soares | -80 kg mężczyzn | Alessio P 3-22   | NQ               | NQ               | NQ               | NQ               | 11.             | [ 156 ] |
| Milena Titoneli     | -67 kg kobiet   | Al-Sadeq W 9-9   | Jelić P 9-30     | NQ               | Lee W 26-5       | Gbagbi P 8-12    | 5.              | [ 157 ] |

### Tenis stołowy
| Zawodnik                                         | Konkurencja           | Eliminacje       | Runda 1          | Runda 2            | Runda 3          | 1/8 finału         | Ćwierćfinały             | Półfinały        | Finał            | Finał   | Źródło  |
| Zawodnik                                         | Konkurencja           | Przeciwnik Wynik | Przeciwnik Wynik | Przeciwnik Wynik   | Przeciwnik Wynik | Przeciwnik Wynik   | Przeciwnik Wynik         | Przeciwnik Wynik | Przeciwnik Wynik | Pozycja | Źródło  |
| ------------------------------------------------ | --------------------- | ---------------- | ---------------- | ------------------ | ---------------- | ------------------ | ------------------------ | ---------------- | ---------------- | ------- | ------- |
| Hugo Calderano                                   | gra pojedyncza (m)    | N/A              | N/A              | N/A                | Tokić W 4-1      | Jang Woo-jin W 4-3 | Ovtcharov P 2-4          | NQ               | NQ               | 5.      | [ 158 ] |
| Gustavo Tsuboi                                   | gra pojedyncza (m)    | N/A              | N/A              | Ionescu W 4-1      | Aruna W 4-2      | Lin Yun-ju P 3-4   | NQ                       | NQ               | NQ               | 9.      | [ 158 ] |
| Hugo Calderano Gustavo Tsuboi Vitor Ishiy        | turniej drużynowy (m) | N/A              | N/A              | N/A                | N/A              | Serbia · W 3-2     | Korea Południowa · P 0-3 | NQ               | NQ               | 5.      | [ 159 ] |
| Bruna Takahashi                                  | gra pojedyncza (k)    | N/A              | N/A              | Jia Nan Yuan P 0-4 | NQ               | NQ                 | NQ                       | NQ               | NQ               | 33.     | [ 160 ] |
| Jessica Yamada                                   | gra pojedyncza (k)    | Bye              | Moret P 2-4      | NQ                 | NQ               | NQ                 | NQ                       | NQ               | NQ               | 49.     | [ 160 ] |
| Bruna Takahashi Jessica Yamada Caroline Kumahara | turniej drużynowy (k) | N/A              | N/A              | N/A                | N/A              | Hongkong · P 1-3   | NQ                       | NQ               | NQ               | 9.      | [ 161 ] |

### Tenis ziemny
| Zawodnik                       | Konkurencja | Pierwsza runda              | Druga runda                        | Trzecia runda                                | Ćwierćfinały                               | Półfinały                       | Finał                                         | Finał   | Źródło  |
| Zawodnik                       | Konkurencja | Przeciwnik Wynik            | Przeciwnik Wynik                   | Przeciwnik Wynik                             | Przeciwnik Wynik                           | Przeciwnik Wynik                | Przeciwnik Wynik                              | Pozycja | Źródło  |
| ------------------------------ | ----------- | --------------------------- | ---------------------------------- | -------------------------------------------- | ------------------------------------------ | ------------------------------- | --------------------------------------------- | ------- | ------- |
| Thiago Monteiro                | singiel (m) | Struff P 0-2 (3:6, 4:6)     | NQ                                 | NQ                                           | NQ                                         | NQ                              | NQ                                            | 33.     | [ 162 ] |
| João Menezes                   | singiel (m) | Čilić P 1-2 (7:6, 5:7, 6:7) | NQ                                 | NQ                                           | NQ                                         | NQ                              | NQ                                            | 33.     | [ 162 ] |
| Marcelo Demoliner Marcelo Melo | debel (m)   | N/A                         | Mektić Pavić P 0-2 (6:7, 4:6)      | NQ                                           | NQ                                         | NQ                              | NQ                                            | 17.     | [ 163 ] |
| Laura Pigossi Luisa Stefani    | debel (k)   | N/A                         | Dabrowski Fichman W 2-0 (7:6, 6:4) | Plíšková Vondroušová W 2-1 (2:6, 6:4, 13:11) | Mattek-Sands Pegula W 2-1 (1:6, 6:3, 10:6) | Bencic Golubic P 0-2 (5:7, 3:6) | Kudiermietowa Wiesnina W 2-1 (4:6, 6:4, 11:9) | brąz    | [ 164 ] |
| Luisa Stefani Marcelo Melo     | mikst       | N/A                         | N/A                                | Stojanović Đoković P 0-2 (3:6, 4:6)          | NQ                                         | NQ                              | NQ                                            | 9.      | [ 165 ] |

### Triathlon
| Zawodnik       | Konkurencja | Pływanie | Zmiana 1 | Jazda na rowerze | Zmiana 2 | Bieg  | Czas    | Pozycja | Źródło  |
| -------------- | ----------- | -------- | -------- | ---------------- | -------- | ----- | ------- | ------- | ------- |
| Vittória Lopes | kobiety     | 18:26    | 0:45     | 1:03:56          | 0:41     | 39:21 | 2:03:09 | 28.     | [ 166 ] |
| Luisa Baptista | kobiety     | 20:12    | 0:44     | 1:06:04          | 0:32     | 38:00 | 2:05:32 | 32.     | [ 166 ] |
| Manoel Messias | mężczyźni   | 18:37    | 0:38     | 57:40            | 0:33     | 30:43 | 1:48:11 | 28.     | [ 167 ] |

### Wioślarstwo
| Zawodnik       | Konkurencja | Eliminacje | Eliminacje | Repasaż | Repasaż | Ćwierćfinały | Ćwierćfinały | Półfinały            | Półfinały | Finał           | Finał | Miejsce | Źródło  |
| Zawodnik       | Konkurencja | Czas       | M.         | Czas    | M.      | Czas         | M.           | Czas                 | M.        | Czas            | M.    | Miejsce | Źródło  |
| -------------- | ----------- | ---------- | ---------- | ------- | ------- | ------------ | ------------ | -------------------- | --------- | --------------- | ----- | ------- | ------- |
| Lucas Verthein | M1x         | 7:05,00    | 3.         | N/A     | N/A     | 7:14,26      | 2.           | 7:02,87 Półfinał A/B | 5.        | 6:52,09 Finał B | 6.    | 12.     | [ 168 ] |

### Zapasy
| Zawodnik           | Konkurencja                     | Kwalifikacje     | 1/8              | Ćwierćfinał      | Półfinał         | Repesaż 1        | Finał            | Finał   | Źródło  |
| Zawodnik           | Konkurencja                     | Przeciwnik Wynik | Przeciwnik Wynik | Przeciwnik Wynik | Przeciwnik Wynik | Przeciwnik Wynik | Przeciwnik Wynik | Pozycja | Źródło  |
| ------------------ | ------------------------------- | ---------------- | ---------------- | ---------------- | ---------------- | ---------------- | ---------------- | ------- | ------- |
| Eduard Soghomonian | -130 kg mężczyzn styl klasyczny | N/A              | Popp P 0-2       | NQ               | NQ               | NQ               | NQ               | 13.     | [ 169 ] |
| Laís Nunes         | -62 kg kobiet styl wolny        | N/A              | Mustafa P 1-4    | NQ               | NQ               | NQ               | NQ               | 14.     | [ 170 ] |
| Aline Ferreira     | -76 kg kobiet styl wolny        | N/A              | Adar P 0-6       | NQ               | NQ               | NQ               | NQ               | 14.     | [ 171 ] |

### Żeglarstwo
| Zawodnik                                | Konkurencja | Wyścig | Wyścig | Wyścig | Wyścig | Wyścig | Wyścig | Wyścig | Wyścig | Wyścig | Wyścig | Wyścig | Wyścig | Wyścig | Punkty | Finałowa pozycja | Źródło  |
| Zawodnik                                | Konkurencja | 1      | 2      | 3      | 4      | 5      | 6      | 7      | 8      | 9      | 10     | 11     | 12     | M*     | Punkty | Finałowa pozycja | Źródło  |
| --------------------------------------- | ----------- | ------ | ------ | ------ | ------ | ------ | ------ | ------ | ------ | ------ | ------ | ------ | ------ | ------ | ------ | ---------------- | ------- |
| Martine Grael Kahena Kunze              | 49erFX      | 15     | 5      | 1      | 10     | 7      | 6      | 1      | 6      | 10     | 12     | 2      | 10     | 6      | 76     | złoto            | [ 172 ] |
| Fernanda Oliveira Ana Barbachan         | 470         | 15     | 5      | 1      | 10     | 13     | 4      | 10     | 10     | 8      | 1      | N/A    | N/A    | 20     | 82     | 9.               | [ 173 ] |
| Patricia Freitas                        | RS:X        | 13     | 14     | 4      | 11     | 12     | 10     | 9      | 7      | 19     | 10     | 15     | 12     | 16     | 133    | 10.              | [ 174 ] |
| Robert Scheidt                          | Laser       | 11     | 10     | 4      | 3      | 17     | 5      | 8      | 12     | 24     | 16     | N/A    | N/A    | 18     | 104    | 8.               | [ 175 ] |
| Jorge Zarif                             | Finn        | 7      | 15     | 15     | 9      | 5      | 11     | 14     | 13     | 6      | 16     | N/A    | N/A    | NQ     | 95     | 14.              | [ 176 ] |
| Henrique Haddad Bruno Bethlem           | 470         | 16     | 3      | 17     | 2      | 18     | 19     | 12     | 17     | 16     | 15     | N/A    | N/A    | NQ     | 118    | 16.              | [ 177 ] |
| Marco Grael Gabriel Borges              | 49er        | 8      | 16     | 12     | 9      | 20 DSQ | 20 DSQ | 20 UFD | 8      | 6      | 19     | 11     | 18     | NQ     | 147    | 16.              | [ 178 ] |
| Samuel Albrecht Gabriela Nicolino de Sá | Nacra 17    | 10     | 14     | 9      | 9      | 10     | 10     | 2      | 7      | 6      | 18     | 10     | 10     | 20     | 117    | 10.              | [ 179 ] |

M – Wyścig medalowy